# Lil' Fang
Lil' Fang（リル ファング、1993年11月29日 - ）は、日本の歌手。ガールズグループ・FAKYの元メンバー。エイベックス・マネジメント所属。

## 来歴

### 生い立ち
1993年11月29日、東京に生まれる。中学一年生の時に兄の影響で日本のヒップホップと出会い、高校生の時に倖田來未の12週連続シングルリリースに感銘を受けて歌の世界に興味を抱いた。
その後、渋谷のナイトクラブを中心に洋楽のカバーを披露するなどの地道な活動を重ね、18歳の時にエイベックスからスカウトを受けた。同時期に持ち掛けられていたインディーズレーベルからのソロデビューを断り、「売れるまでは辞めない」という覚悟を決めて、エイベックスへ入所した。

### FAKYとして
2013年7月29日、オーディションを勝ち抜き、5人組女性ダンスボーカルグループ「FAKY」のオリジナルメンバーとしてデビュー。
2014年3月12日、ロックバンドBACK-ONのシングル「wimp ft. Lil' Fang (from FAKY)」にフィーチャリング。本作はテレビアニメ『ガンダムビルドファイターズ』のオープニングテーマとして使用された。
2015年10月、FAKYが約一年半の活動休止を経て再結成。
2018年、声帯ポリープを患い、手術を受けて治療に専念した。
2019年5月7日、メンバーのAkinaと共に、ラッパーのZeebraが主宰を務めるヒップホップ専門インターネットラジオ局WREPの番組「ゴジレプ」の火曜日のメインパーソナリティーに抜擢された。同年10月7日からは、後継番組である「ロクレプ」の火曜日のメインパーソナリティーを担当。
2021年3月24日、弘田三枝子による1969年のヒット曲「人形の家」のカバーをリリース。本作はテレビドラマ『リカ〜リバース〜』及び、映画『リカ〜自称28歳の純愛モンスター〜』の挿入歌として使用された。
2024年1月13日、KT Zepp YokohamaでFAKYのラストライブ『FAKY ONEMANLIVE 2023 -DEPARTURE-』が開催され、同じく初期メンバーのMikakoと共に「FAKY」を卒業。

## 人物
血液型はB型。芸名の「Lil' Fang」は、歌の師匠から授かった名前であり、「小さい牙」という意味の「little fang」に由来する。
ブリーチされたハイトーンのショートカットがトレードマークで、キャッチコピーは「縦横無尽に歌いあげる、表現力抜群のビューティーボイス」。
FAKYの最年長メンバーで、リーダーとメインボーカルを務めていた。力強い歌声が持ち味でメンバーへのボーカル指導も施す傍ら、数多くの楽曲で作詞も手掛けている。
「天才も努力できなければただの人」という父親の教えから、座右の銘は「努力に勝る天才なし」。
好きなものはアニメ、ヒップホップ、ロック。

## 作品

### シングル
- 明日へ～つながる手～（2012年5月2日） - コナミスポーツクラブ CM使用曲[9]
- 人形の家（2021年3月24日） - テレビドラマ『リカ〜リバース〜』及び、映画『リカ〜自称28歳の純愛モンスター〜』挿入歌[7]

### 参加楽曲
- wimp / BACK-ON feat. Lil' Fang (from FAKY)（RELOAD、2014年3月12日） - テレビアニメ『ガンダムビルドファイターズ』第14話 - 第24話 オープニングテーマ
- Play The Game / Remute feat. Lil' Fang (from FAKY)（2016年2月29日）
- Luxury / Lil' Fang (from FAKY), Liz & Yup'in（2016年12月22日） - Onitsuka Tiger タイアップ曲[10]
- 今夜はブギー・バック (nica vocal)  / FEMM feat. Lil' Fang (from FAKY) & Yup'in（80s / 90s J-POP REVIVAL、2017年10月18日）[11]

### ミュージックビデオ
- wimp / BACK-ON feat. Lil' Fang (from FAKY)（avex、2014年3月3日）
- Luxury / Lil' Fang (from FAKY), Liz & Yup'in（Onitsuka Tiger JP、2016年12月22日）
- 人形の家（FAKY、2021年3月24日）

## 出演

### ラジオ番組
- ゴジレプ（WREP、2019年5月7日 - 10月1日） - 火曜メインパーソナリティー[5]
- ロクレプ（WREP、2019年10月7日 - 現在） - 火曜メインパーソナリティー[6]

### 写真展
- 三澤亮介 写真展 25's views（ダイトカイ、2019年12月6日 - 15日）[12]